# Орден Святого Вардана Мамиконяна
Орден Святого Вардана Мамиконяна (в 2002—2014 гг — орден Вардана Мамиконяна) — государственная награда Армении. Учреждён 20 мая 2002 года. Им награждают за исключительное мужество, проявленное при исполнении воинского долга перед родиной, а также за заметные заслуги в деле формирования армии и обеспечения боевой подготовки войск.
Орденом Святого Вардана Мамиконяна награждаются военнослужащие высшего и старшего офицерского состава Вооружённых сил Республики Армения и других войск, а также воинские части Вооружённых сил и других войск Республики Армения и стран-союзников или партнеров.

## Положение о награде
1. Награждение орденом Вардана Мамиконяна производится за исключительную храбрость, проявленную при выполнении воинского долга перед Родиной, а также за выдающиеся заслуги, оказанные в деле военного строительства и обеспечения боевой подготовки войск.
2. Орденом Святого Вардана Мамиконяна награждаются военнослужащие высшего и старшего офицерского состава Вооруженных сил Республики Армения и других войск, а также воинские части Вооруженных сил и других войск Республики Армения и стран-союзников или партнеров.
3. Ходатайство о награждении орденом Вардана Мамиконяна представляют Министр обороны Республики Армения, Министр территориального управления и по чрезвычайным ситуациям Республики Армения, Министр юстиции Республики Армения, Начальник полиции Республики Армения, Директор службы национальной безопасности Республики Армения.
4. Орден Святого Вардана Мамиконяна носится на правой стороне груди, после ордена Тиграна Великого.

## Кавалеры ордена
В период правления Президента Армении С. Саргсяна (с 9 апреля 2008 года) орденом были награждены 18 человек, 17 из которых имеют генеральские звания. Награжедены 1 генерал-полковник, 6 генерал-лейтенантов, 10 генерал-майоров и 1 полковник.